# 古賀及子
古賀 及子（こが ちかこ、1979年1月23日 - ）は、日本のライター、エッセイストである。東京都出身。元デイリーポータルZ編集部員（2023年12月まで）。

## 経歴
東京都生まれ、神奈川県、埼玉県育ち。埼玉県立飯能高等学校出身。短期大学の経営処理専攻卒業。自動車免許を所持している。
短大卒業後フリーターになり、ホームページ制作会社でアルバイトをしていたが、2004年よりライターとしてデイリーポータルZ参加。2005年よりニフティに入社し、同編集部所属。2017年にデイリーポータルZが東急グループのイッツ・コミュニケーションズに移籍し、同時に自らも転籍。2021年2月に、同じく東急グループの東急メディア・コミュニケーションズ株式会社にサイトが事業譲渡され、再度転籍した。
好きなものはEDMとローソク足とコンテンポラリーダンス。
3B体操で武道館のステージに立った母親の取材記事が「フォアミセス」で漫画化された。
2024年1月1日に、デイリーポータルZの運営会社が新規設立するデイリーポータルZ株式会社へと変更されることに伴い、2023年12月をもって同サイトの編集部を離れ、東急メディア・コミュニケーションズ株式会社も退職した。ライターとしての同サイトへの記事投稿は継続する。

## 親族
- 曽祖父 古賀伝太郎[10]

## 著書
- 『ちょっと踊ったりすぐにかけだす』（素粒社、2023年2月、ISBN 978-4910413105） - Web上の日記を書籍化したエッセイ集。「本の雑誌が選ぶ2023年上半期ベスト10」にて第2位となった。
- 『おくれ毛で風を切れ』（素粒社、2024年2月、ISBN 978-4910413136） - 日記エッセイの第2弾。
- 『気づいたこと、気づかないままのこと』（シカク出版、2024年2月、ISBN 978-4909004819） - 長嶋有が解説を担当。
- 『好きな食べ物がみつからない』（ポプラ社、2024年12月、ISBN 978-4591184097）
- 『巣鴨のお寿司屋で、帰れと言われたことがある』（幻冬舎、2025年4月、ISBN 978-4344044227）
- 『おかわりは急に嫌　私と『富士日記』』（素粒社、2025年4月、ISBN 978-4910413174）
- 『よくわからないまま輝き続ける世界と　気がつくための日記集』（大和書房、2025年6月、ISBN 978-4479394525）

## メディアへの登場
- 朝日新聞 2023年9月16日朝刊読書面にて『さみしい夜にはペンを持て』（著：古賀史健）への書評を行った[11]。